# Taarstedt
Taarstedt (en danois: Torsted) est une municipalité allemande située dans le land du Schleswig-Holstein et dans l'arrondissement de Schleswig-Flensbourg. En 2015, sa population est de 918 habitants.